# Фи Андромеды
Фи Андромеды (лат. φ Andromedae), 42 Андромеды (лат. 42 Andromedae), HD 6811 — двойная звезда в созвездии Андромеды на расстоянии (вычисленном из значения параллакса) приблизительно 717 световых лет (около 220 парсеков) от Солнца. Видимая звёздная величина звезды — +4,25m. Возраст звезды определён как около 63 млн лет. Орбитальный период — около 554,3 лет.

## Характеристики
Первый компонент — бело-голубая Be-звезда спектрального класса B6IV, или B5IIIe, или B7Ve. Видимая звёздная величина звезды — +4,5m. Радиус — около 11,21 солнечных, светимость — около 882 солнечной. Эффективная температура — около 13490 K.
Второй компонент — бело-голубая звезда спектрального класса B9V. Видимая звёздная величина звезды — +6,1m.
Суммарная масса системы — около 6,5 солнечных.